# Nematopsis mizoulei
Nematopsis mizoulei is een soort in de taxonomische indeling van de Myxozoa, een stam van microscopische parasitaire dieren. Het organisme komt uit het geslacht Nematopsis en behoort tot de familie Porosporidae. Nematopsis mizoulei werd in 1964 ontdekt door Theodorides.